# 易瑞生
易瑞生（1907年—？），江西萍乡人，中华人民共和国政治人物。
担任年丰农业生产合作社主任。1954年，当选第一届全国人民代表大会代表。